# Angelo Vincenzo Zani
Pour les articles homonymes, voir Zani.
Angelo Vincenzo Zani, né le 24 mars 1950 à Pralboino, dans la province de Brescia, est un prélat italien, ancien secrétaire de la Congrégation pour l'éducation catholique. Sa devise est Unus magister vester.
De 2022 à 2025, il est archiviste et bibliothécaire de la Sainte Église romaine.

## Biographie
Angelo Vincenzo Zani étudie la philosophie et la théologie au séminaire du diocèse de Brescia ; il est ordonné prêtre le 20 septembre 1975. Il poursuit ensuite ses études à Rome à l'Angelicum et à l'université pontificale du Latran où il devient docteur en théologie, il continue alors des études de sciences sociales à la Grégorienne.
Il est d'abord vice-recteur de l'école Istituto Cesare Arici. De 1983 à 1995, le père Zani est professeur de sociologie à l'Institut de Philosophie et de Théologie de l'Université pontificale salésienne qui se trouve à Nave et il est aussi  professeur de sociologie religieuse à l'Institut Théologique Paul VI du séminaire diocésain de Brescia. De 1990 à 1995, il enseigne la didactique religieuse à l'Université catholique du Sacré-Cœur de Brescia. De 1981 à 1995, il est directeur de la pastorale diocésaine de Brescia et secrétaire du conseil d'administration et des affaires ecclésiastiques du diocèse, ainsi que responsable des écoles religieuses du diocèse. À la Conférence des Évêques de Lombardie, il dirige la commission de la pastorale scolaire.
De 1995 à 2002, le père Zani est  directeur national des établissements scolaires et universitaires au sein de la Conférence épiscopale italienne. En janvier 2002, il est nommé sous-secrétaire de la Congrégation pour l'éducation catholique.
Dix ans plus tard, le 9 novembre 2012, Benoît XVI le nomme évêque titulaire (in partibus) de Volturnum (de) et secrétaire de la Congrégation pour l'éducation catholique, succédant à Jean-Louis Bruguès. Il est consacré personnellement par le pape le 6 janvier 2013 en la basilique Saint-Pierre de Rome, les co-consécrateurs étant le cardinal Bertone SDB, secrétaire d'État et le cardinal-préfet de la Congrégation pour l'éducation catholique, le cardinal Grocholewski.
Le 30 novembre 2013, le pape François confirme Angelo Zani au poste de secrétaire de la Congrégation pour l'éducation catholique. En outre, le pape François nomme Angelo Zani, le 16 juillet 2014, consultant pour cinq ans à la Congrégation pour les instituts de vie consacrée et les sociétés de vie apostolique.
En 2015, le pape signe un décret instituant la nouvelle fondation Gravissimum educationis à la demande de la Congrégation pour l'éducation catholique. Elle a pour objet de promouvoir l'éducation catholique dans le monde car les catholiques « contribuent au bien de toute la société ». De mars 2015 à juin 2022, le cardinal Versaldi est le préfet de cette congrégation.
Le 5 juin 2022, avec l'entrée en vigueur de la constitution apostolique Praedicate evangelium, Angelo Zani  perd sa fonction de secrétaire de la Congrégation pour l'éducation catholique, cette dernière ayant été fusionnée avec le Conseil pontifical de la culture dans le nouveau Dicastère pour la culture et l'éducation.
Le 26 septembre suivant, le pape François le nomme archiviste et bibliothécaire de la Sainte Église romaine ; il succède au cardinal José Tolentino de Mendonça, nommé au même moment préfet du Dicastère pour la culture et l'éducation récemment constitué. Le 28 mars 2025, il se retire de ces fonctions pour raison d'âge, remplacé par Giovanni Cesare Pagazzi.